# Centro Acadêmico Clóvis Beviláqua
O Centro Acadêmico Clóvis Beviláqua (CACB) é o centro acadêmico da Faculdade de Direito da Universidade Federal do Ceará, tendo este nome em homenagem ao grande civilista, autor do Código Civil de 1916, Clóvis Beviláqua. Representa os estudantes da graduação e pós-graduação e, por ser um dos mais tradicionais, tem grande importância na história do movimento estudantil cearense.

## História
Em seus primeiros anos, opuseram-se internamente os mesmos dois lados que disputavam a primazia política no resto do Estado, os aciolistas e os antiaciolistas. A força do velho oligarca na Faculdade, naturalmente, era fortíssima, visto que ele fora o principal responsável pela sua criação e seu primeiro diretor, além de ter muitos parentes entre os docentes, como Tomás Pompeu de Sousa Brasil, seu cunhado, e Tomás Accioli, seu filho.
Não há dados concretos sobre a data correta da fundação do CA. Segundo Bráulio Ramalho, através das “pesquisas efetuadas, deduz-se seu início no biênio 1926-1927” . De fato, há dados sobre uma eleição realizada no dia 27 de maio de 1926, quando Olinto Oliveira foi eleito presidente do CACB em uma chapa que tinha João Perboyre e Silva, que seria eleito em abril de 1928 o segundo presidente da entidade, como orador.
Há, entretanto, controvérsias. No seu Dicionário Bio-Bibliográfico Cearense, editado em 1910, o Barão de Studart, enquanto dissertava sobre Clóvis Beviláqua, assim finaliza seu artigo: “sob a égide de seu nome funcciona o Grêmio dos alumnos da Academia de Direito do Ceará”. Ora, presume-se, então, que na primeira década do século XX já existia uma entidade dos estudantes, seguindo o exemplo do Centro Acadêmico Afonso Pena, da então Faculdade Livre de Direito de Minas Gerais, fundado em 1908.
Muito provavelmente, o “grêmio” a que o Barão de Studart se refere foi o fundado por Sófocles Câmara, o Club Acadêmico, que congregava os estudantes governistas, a maioria, no momento. A minoria, que jamais se calou nestes mais de cem anos, por não compactuar com as ideias predominantes, fundou o Centro 11 de agosto. E ficaram, assim, divididos os alunos por longos períodos.
Não há muitas informações sobre a movimentação estudantil até as eleições de 1926, sobre as quais já nos referimos. Provavelmente influenciados pela fundação de outros centros acadêmicos, como o XI de Agosto, da Faculdade de Direito de São Paulo, em 1919, e o Centro Acadêmico Cândido de Oliveira, da Faculdade Livre de Direito do Rio de Janeiro, em 1916, decidiram os estudantes da Faculdade de Direito do Ceará fundar um órgão único, o Centro Acadêmico Clóvis Beviláqua.
Em 1928, porém, surgiu o Centro Acadêmico Farias Brito, fundado por Virgílio Firmeza, que rivalizava internamente com o Clóvis Beviláqua. Conta-se que o aparecimento desta entidade paralela teve origem na derrota de Firmeza nas eleições para a presidência do CACB no mesmo ano para Perboyre e Silva. Ambos os centros publicaram revistas, a Heliopolis, da entidade oficial, e a Revista Clóvis Beviláqua, da firmeziana. No ano seguinte, Firmeza saúda o CACB e declara extinto o Centro Acadêmico Farias Brito .
Unidos, a partir de 1929, os estudantes passaram a ter no Centro Acadêmico Clóvis Beviláqua a sua única representação estudantil desde então.
O CACB sempre esteve na vanguarda das lutas estudantis, seja contra a ditadura de Vargas, seja contra a ditadura de 1964. Dentre seus membros, destacam-se figuras político-jurídicas do porte de Paulo Bonavides, João Alfredo, Artur Bruno, Pedro Uchôa, Ciro Gomes, Inocêncio Uchoa, Otavio Luiz Rodrigues Junior, Leonardo Rezende, Ademar Mendes Bezerra, além de outras destacadas personalidades do meio jurídico cearense.

## Atualidade

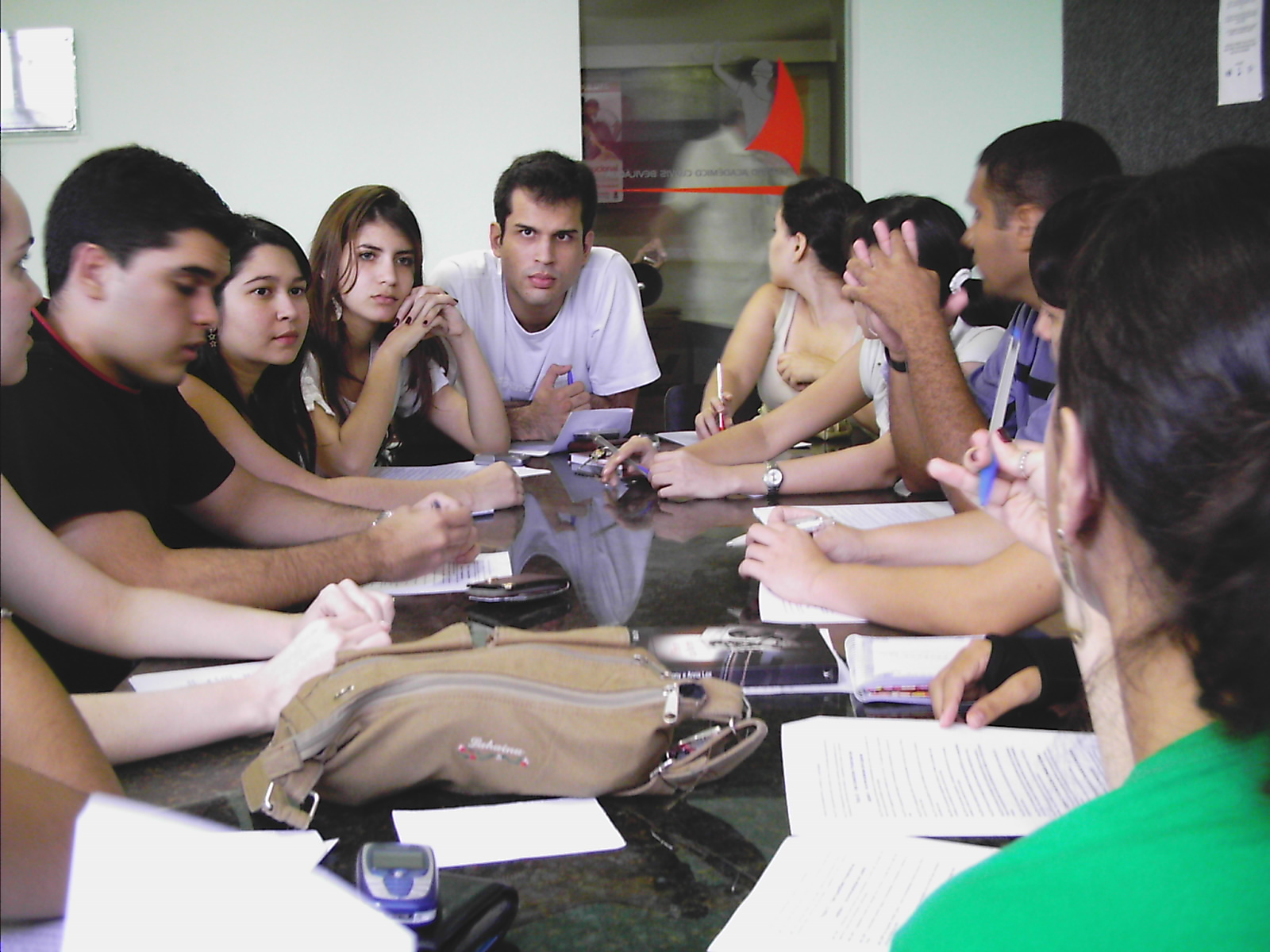
Alunos na sede reformada do CACB. Reforma feita em 2006

O CACB participou de processo de reformas estruturais na Faculdade, motivado, por um lado, pelo espírito combativo que sempre o norteou, e por outro, pelo lamentável estado em que se encontravam as instalações físicas da mesma. Conquistou-se, assim, a reforma e o melhoramento do Auditório Reitor Antônio Martins Filho, da Biblioteca, da Sala de Informática, do então existente Escritório Modelo Prof. Alcântara Nogueira, e da própria sala da entidade.
Após 8 anos de perpetuação de um mesmo modelo de gestão do CACB - prioritariamente administrativo e não representativo -, em 2018, a chapa QUEM VEM COM TUDO NÃO CANSA venceu as eleições com ampla margem de diferença (95 votos). A nova gestão assumiu o compromisso pela defesa da universidade pública, de políticas de permanência estudantil e do combate resiliente a qualquer tipo de opressão, por isso criou uma secretaria inédita na história da Faculdade de Direito: a Secretaria de Diversidade de Igualdade. Com o compromisso de representar o novo perfil da Faculdade de Direito do Ceará (mulheres e homens do interior e da periferia; pessoas negras; pessoas LGBTs; pessoas de hipossuficiência; pessoas trabalhadores e trabalhadoras, mães e pais...), a gestão QUEM VEM COM TUDO NÃO CANSA entra para a história de uma das faculdades mais antigas do Brasil com o compromisso de torná-la cada vez mais excelente, inclusiva, participativa, representativa, igualitária e referência na defesa das pautas sociais.
O Centro Acadêmico Clóvis Beviláqua passou por um processo de mudança, não tendo chapas inscritas para o pleito de 2022.2. Entretanto, o Conselho de Representantes de Turma (CORETUR) assumiu as funções essenciais do CACB a partir de 01 de janeiro de 2023.